# ハマースミス宮殿の白人
「ハマースミス宮殿の白人」（ハマースミスきゅうでんのはくじん、(White Man) in Hammersmith Palais）は、ザ・クラッシュの曲およびシングル。バンド自身のプロデュースで最初の7インチシングルであり、B面には類似テーマの「プリズナー」を収録。1978年6月にリリースされ、後にアメリカ盤のアルバム『白い暴動』に「白い暴動」と「ロンドン・バーニング」に挟まれて収録された。

## 概要
この曲は当時のクラッシュの音楽性や歌詞における少なからぬ成熟性を顕示した。パワフルなギターサウンドから一転してゆったりとしたスカ・ビートに落ち着くイントロのスタイルはジュニア・マーヴィン作の「ポリスとこそ泥」と同一線上にあり、初期の作品に慣れた当時のファンを困惑させた。「俺たちは図太いリフのグループだった。」作者のジョー・ストラマーは映画『ウェストウェイ・トゥ・ザ・ワールド』で語る。「俺たちがこんなことをやるなんて誰も思っていなかっただろ。」
歌詞は、デリンジャー (en:Dillinger (musician))、リロイ・スマート (en:Leroy Smart)、デルロイ・ウィルソンが出演し、ロンドンのシェパーズ・ブッシュにあったライブハウス「ハマースミスパレス」で行われたオールナイトレゲエショーケースの様子を語るところから始まる。ここで演じられていたフォー・トップスライクのダンスルーチンで演じられる、ケン・ブース (en:Ken Boothe) を真似たポップでライトなレゲエは、ストラマーが期待したルーツ・ロック・レゲエの反逆心とはほど遠い単なる「パフォーマンス」であり、彼は失望し、幻滅した。
この期待はずれのコンサートから、当時のイギリスでの様々なテーマに歌詞の視点は移る。反暴力メッセージ、イギリスにおける「富の配分」の状況、1978年のパンク・ロックシーンで主流になっていた黒人と白人の協調への動き。バートンのスーツを着るような無名グループ、特にザ・ジャム（当時のNMEの記事でストラマーは、パンクの次のパワー・ポップムーブメントはジャーナリストに作り上げられた物だと主張している）に向けられた嘲り。そして、新しいバンドが知名度や金のためだけである（ただし、クラッシュ自身も同様の批判を、クラスのような他の格下のパンクバンドから受けている）と結論づける。
最後は、イギリスの社会的衰退が、たとえばヒトラーが訪英すればリムジンで迎えてしまうような可能性がある点について冷笑的に述べている。
この曲はクラッシュが他のバンドより音楽的、政治的に幅広いことを示し、セックス・ピストルズが確立した、「エキサイティングだけど型にはまったパンク・ロック」の枠を壊した。
1978年には異なるジャケットデザインで再発売された。
311 (バンド)はこの曲をカヴァーしアルバム『トランジスター』（1997年）に収録する予定だったが急遽とりやめ、後にクラッシュのトリビュート・アルバム『バーニング・ロンドン』（1999年）に収録された。
この曲はストラマーのお気に入りで、後のバンド、ザ・メスカレロスでも亡くなるまで演奏され、彼の葬式においても流された。
ローリング・ストーン誌の「最も偉大な500曲」（2021年版）で340位に選ばれた
。

## 順位
| チャート             | 最高位 | 日付 |
| -------------------- | ------ | ---- |
| 全英シングルチャート | 32     |      |